# Onthophagus mendicus
Onthophagus mendicus är en skalbaggsart som beskrevs av Gillet 1924. Onthophagus mendicus ingår i släktet Onthophagus och familjen bladhorningar. Inga underarter finns listade i Catalogue of Life.